# Jinakhu
Jinakhu – gaun wikas samiti w środkowej części Nepalu  w strefie Dźanakpur w dystrykcie Sindhuli. Według nepalskiego spisu powszechnego z 2001 roku liczył on 345 gospodarstw domowych i 2094 mieszkańców (1050 kobiet i 1044 mężczyzn).